# Hans Witdoeck
Hans Witdoeck noto anche come Jan Witdoeck e con i cognomi Witdoek e Witdouc (Anversa, 1615 – Anversa, dopo 1642) è stato un incisore, disegnatore e mercante d'arte fiammingo.

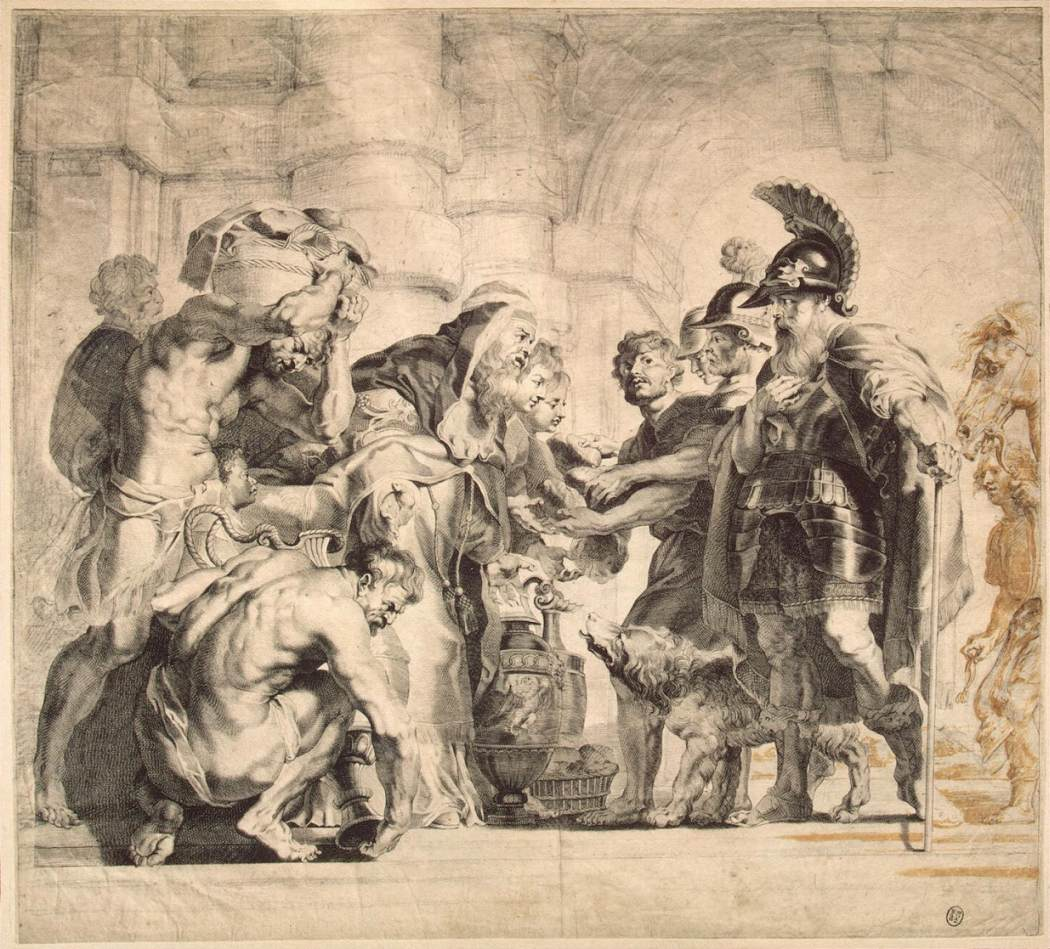
Abramo e Melchisedec

Appartenne all'ultima generazione di incisori riproduttivi che lavorarono per il laboratorio di Peter Paul Rubens a partire dalla metà degli anni 1630.

## Biografia
Fu un allievo dell'incisore Lucas Vorsterman negli anni 1630-1631. Vorsterman era entrato nel laboratorio di Rubens intorno al 1617 o 1618 ed era diventato il principale incisore. Hans Witdoeck ruppe il contratto di formazione triennale con Vorsterman dopo soli due anni, su istigazione di suo padre. Divenne poi allievo, per due anni, del pittore Cornelis Schut che lo introdusse alla pittura. Successivamente si formò con Rubens dal quale apprese l'incisione di grandi lastre. Dopo la morte di Rubens, nel 1640, Witdoeck lavorò principalmente come mercante d'arte.
Sposò Catherina Gommaerts il 24 giugno 1642. Poiché non ci sono ulteriori fonti su Withdoeck dopo il suo matrimonio, si presume che sia morto poco dopo.

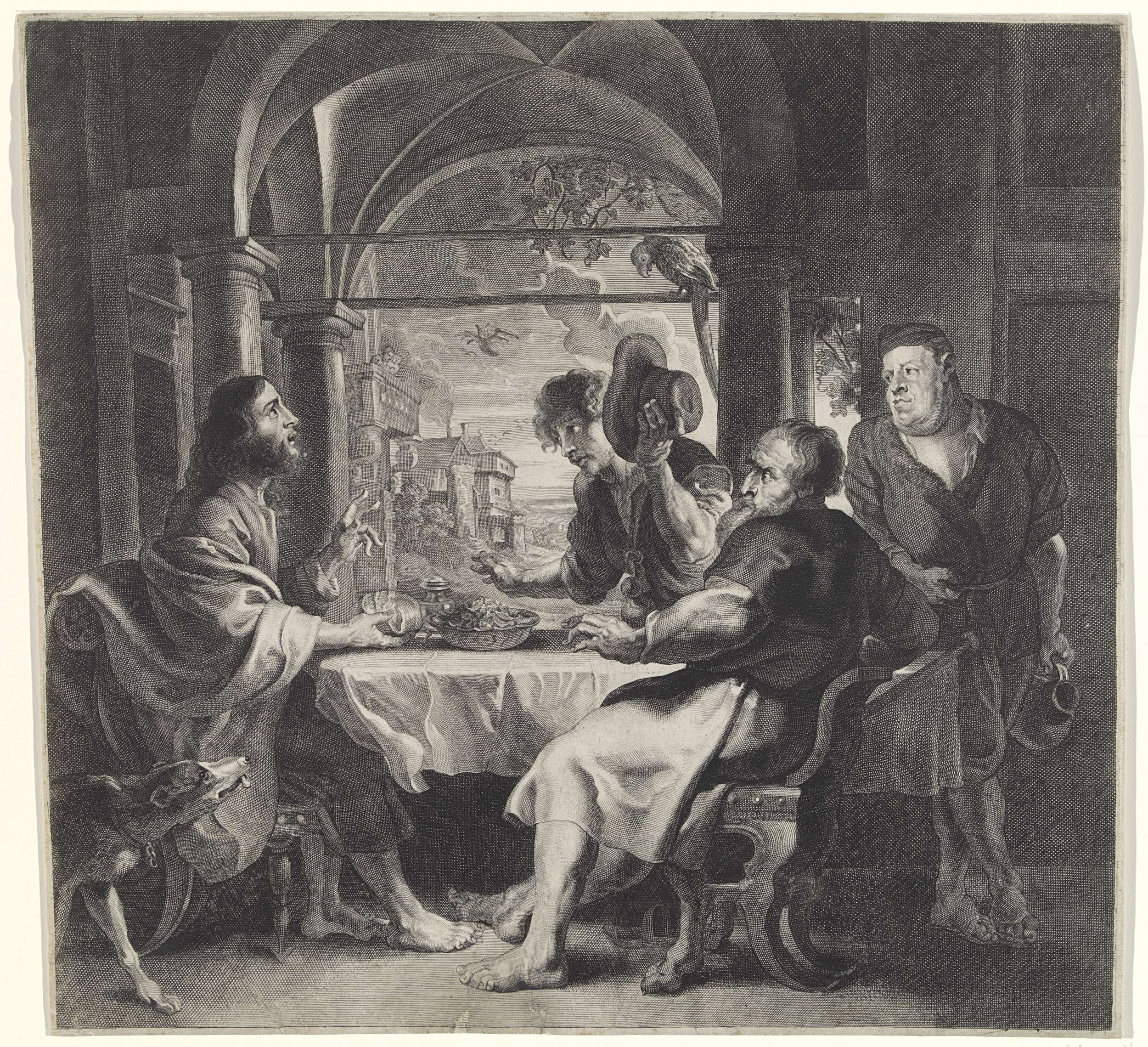
Cena ad Emmaus

## Opere
Nelle prime incisioni che fece per Cornelis Schut, Witdoeck seguì uno stile tradizionale simile a quello di  Cornelis Galle e del suo laboratorio. Questo stile iniziale era caratterizzato da linee asciutte che utilizzavano molte curve e un'enfasi sulla plasticità. Witdoeck realizzò due incisioni su dipinti di Cornelis Schut e nove immagini della Madonna, di solito di piccole dimensioni.
Il suo stile divenne più fluido mentre lavorava nel laboratorio di Rubens dove produsse il suo miglior lavoro. Nel laboratorio di Rubens, Witdoeck imparò a incidere grandi lastre e vi lavorò tra il 1634 e il 1638 sotto la stretta supervisione di Rubens su molte incisioni, tra cui Incontro di Abramo e Melchisedec, Adorazione dei Magi, il trittico Innalzamento della Croce, La cena ad Emmaus, il Trittico di sant'Ildefonso, Cicerone e Demostene. Rubens specificò l'anno 1638 per tutte queste stampe probabilmente per bisogno di applicare un privilegio di stampa a tutto il lotto. L'anno seguente vennero pubblicati Assunzione della Vergine e Miracolo di San Giusto di Witdoeck, il quale produsse alcune stampe non datate mentre era nel laboratorio di Rubens.

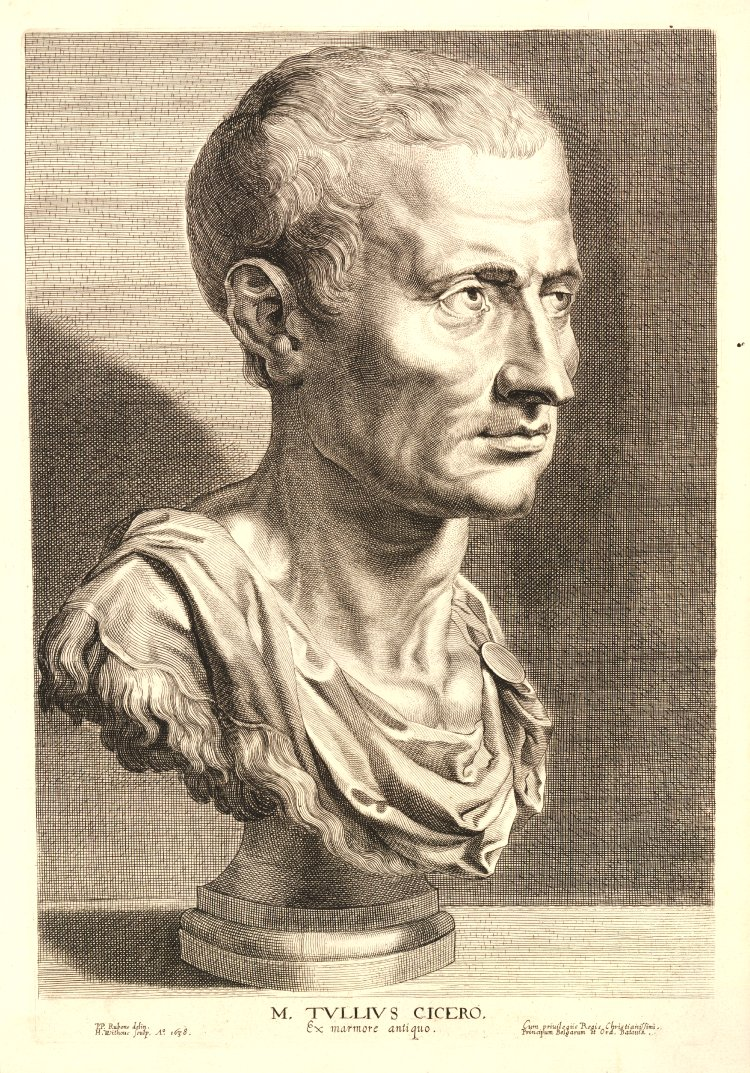
Marco Tullio Cicerone

È chiaro dalla revisione e dal processo di produzione di queste stampe che Rubens era strettamente coinvolto nella loro progettazione ed esecuzione. Questo è documentato dal processo di creazione di una serie di dodici tavole da sculture di ritratti in marmo antico (teste, busti, erme) da parte dei quattro incisori Hans Witdoeck, Paulus Pontius, Lucas Vorsterman e Boetius à Bolswert che lavoravano per Rubens. La produzione delle stampe venne strettamente controllata da Rubens, come dimostrano le cinque impressioni a prova di ritocco. Solo sei dei disegni preparatori di Rubens, per la serie, sono sopravvissuti. Witdoeck dimostrò, nelle sue stampe da Rubens, una grande abilità nel catturare il movimento e la varietà del colore nelle opere originali attraverso il suo uso intelligente dei toni neri, grigi e bianchi. Un tipico esempio è Abramo e Melchisedec.